# Tempe
För andra betydelser, se Tempe (olika betydelser).
Tempe (engelskt uttal: [tɛmˈpi]) är en stad (city) i Maricopa County i delstaten Arizona i USA. Staden hade 180 587 invånare, på en yta av 104,01 km² (2020).
Tempe är belägen i den centrala delen av delstaten, cirka 13 kilometer öster om huvudstaden Phoenix. Den ingår i Phoenix sammanhängande storstadsområde. Staden har fått sitt namn efter Tempedalen i Grekland. I Tempe ligger Arizona State Universitys huvudcampus. US Airways hade sitt huvudkontor i Tempe.